# Corvaza
Corvaza es un tumor que se produce en la parte inferior e interior del tibia o del hueso que forma la pierna, en el mismo sitio de los apófisis condiloides que hay por esta parte. 
La forma de la corvaza es oblonga, más estrecha por su parte superior y nacimiento que por la inferior. Se origina por lo común por una relajación en el corvejón o por un ejercicio violento. Las fibras de los ligamentos, tirantes y extendidas, pierden su resorte y facilitan la detención y estancación de la linfa, que forma muchas veces, endureciéndose, una exostosis en esta parte.